# Historische Groentenhof

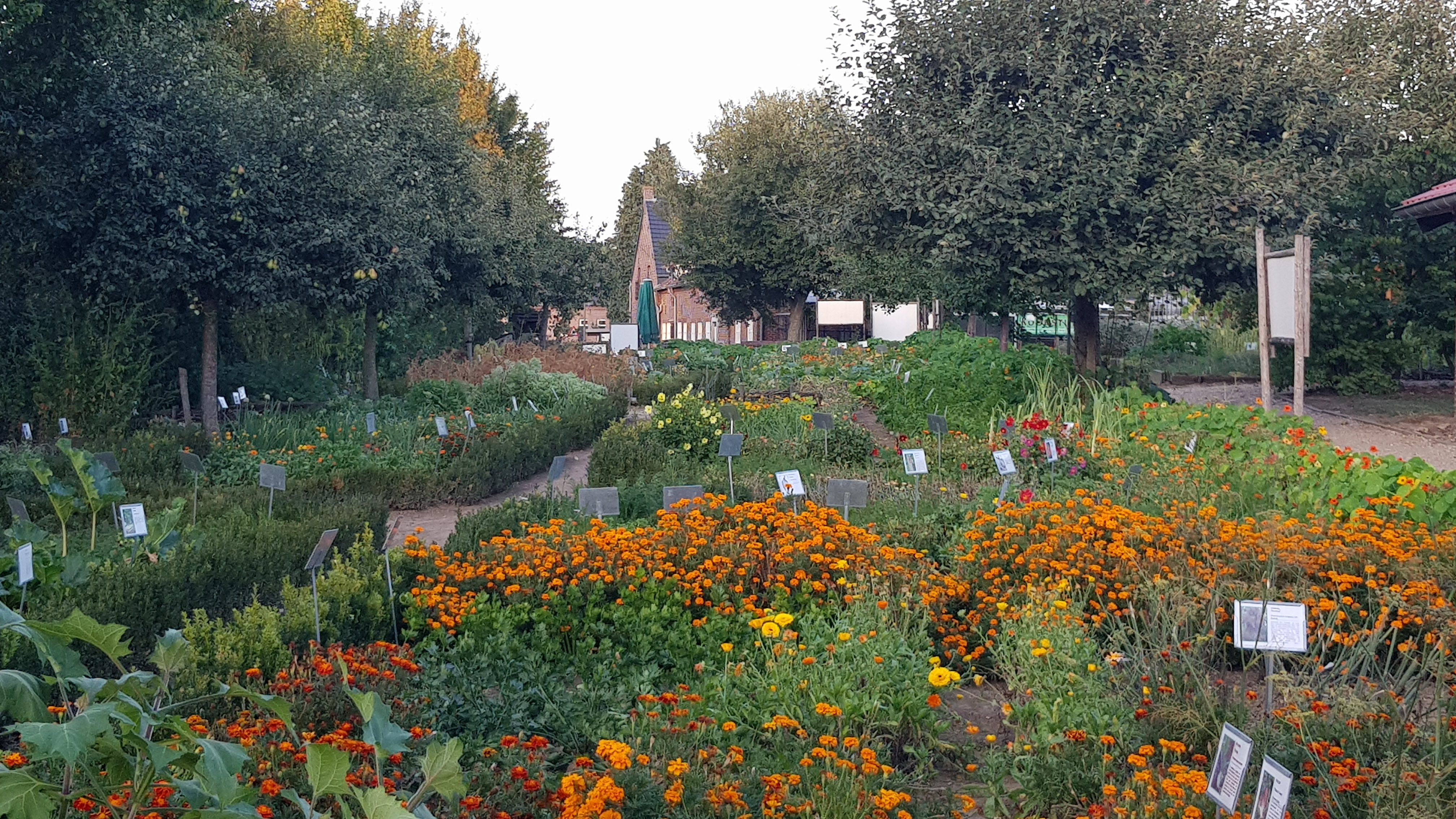
Historische Groentenhoef

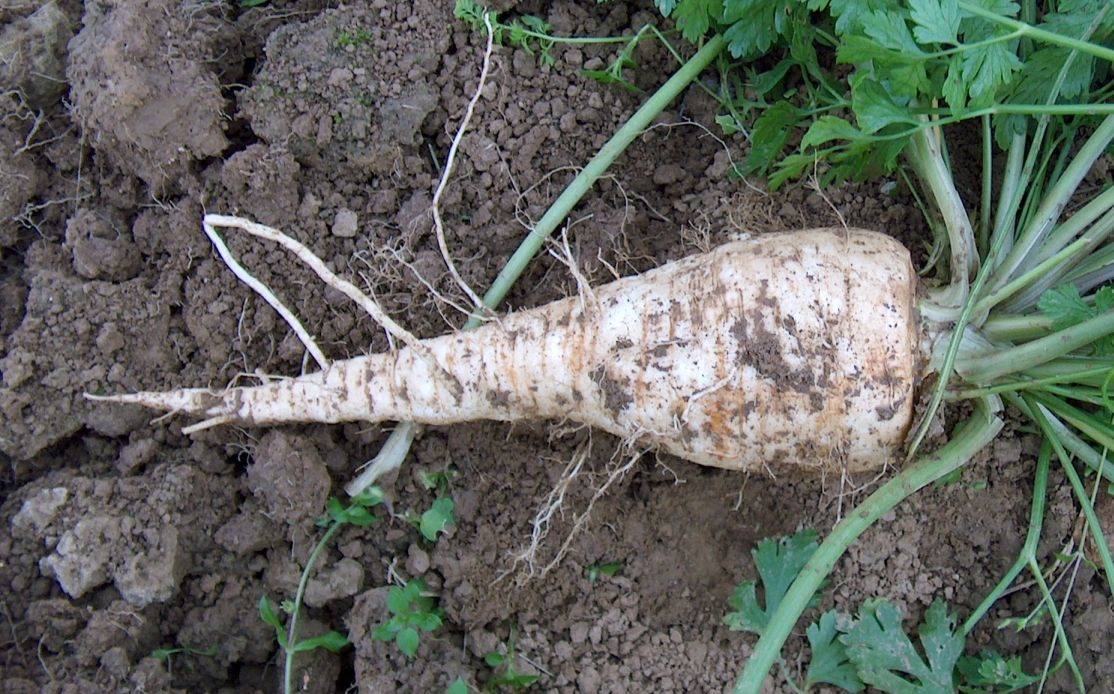
Wortelpeterselie

De Historische Groentehof is een organisatie die zich richt op de teelt en de promotie van vergeten, zeldzame en bijzondere groenten. De organisatie is in 2004 door Jac Nijskens opgericht en is gevestigd op Landhoeve Rijkel in het Nederlandse Beesel.
De oprichter teelt samen met een groep vrijwilligers circa 550 rassen groenten. Groenten die worden gekweekt, zijn onder meer aardamandel, aardpeer, artisjok, brave hendrik, eeuwig moes, haverwortel, hertshoornweegbree, kardoen, kliswortel, meiraap, molsla, palmkool, pastinaak, raapstelen, rammenas, rapunzelklokje, schorseneer, snijbiet, snijselderij, teunisbloem, tuinmelde, 
de aardappel vitelotte noire, wortelpeterselie en zuring. Maar er staan ook 55 historische appelsoorten, veertig oude perenrassen, diverse oude pruimen-, kersen- en perzikrassen, mispels, kweeperen en mirabellen.
Voor groepen is de Historische Groentehof het hele jaar op aanmelding open voor kookworkshops, lezingen en proeverijen. Van begin juli tot eind september is hij daarnaast open voor individuele bezoekers. Ook kan er overnacht worden en is het landgoed te boeken voor feesten. Elk jaar is er het 'Feest der Vergeten Groenten', een feestmaal waarbij een dertigtal koks in een groot aantal gangen vergeten groenten bereiden. In de winkel worden zaden, groenten en kookboeken verkocht.
De Academie voor de Streekgebonden Gastronomie vzw heeft in 2007 het 'Jan Lambin Toerisme - eremerk' toegekend aan de Historische Groentehof vanwege de bevordering van streek-gastronomisch toerisme door het doen herleven van vergeten groenten. 

## Afbeeldingen

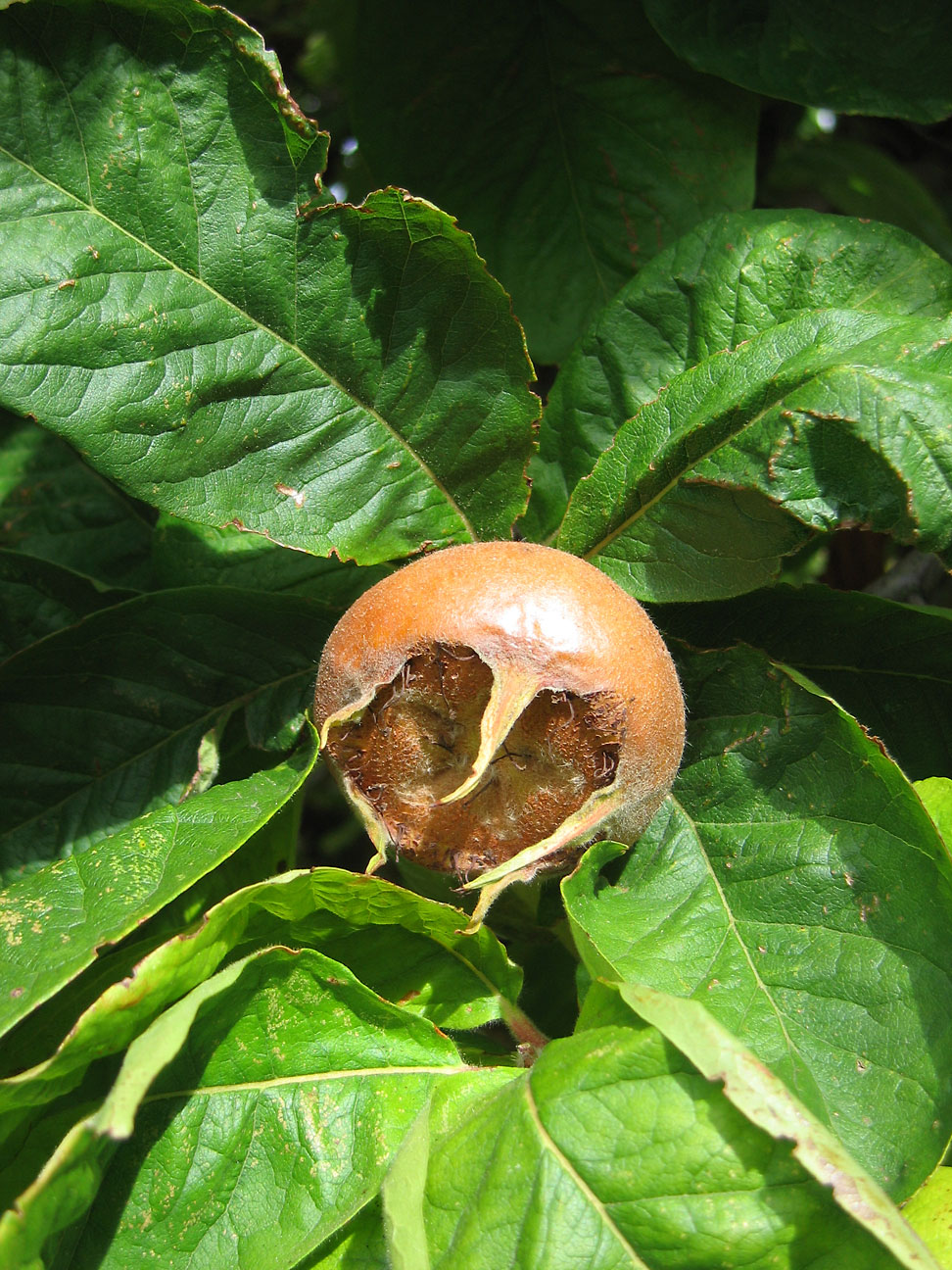
Mispel
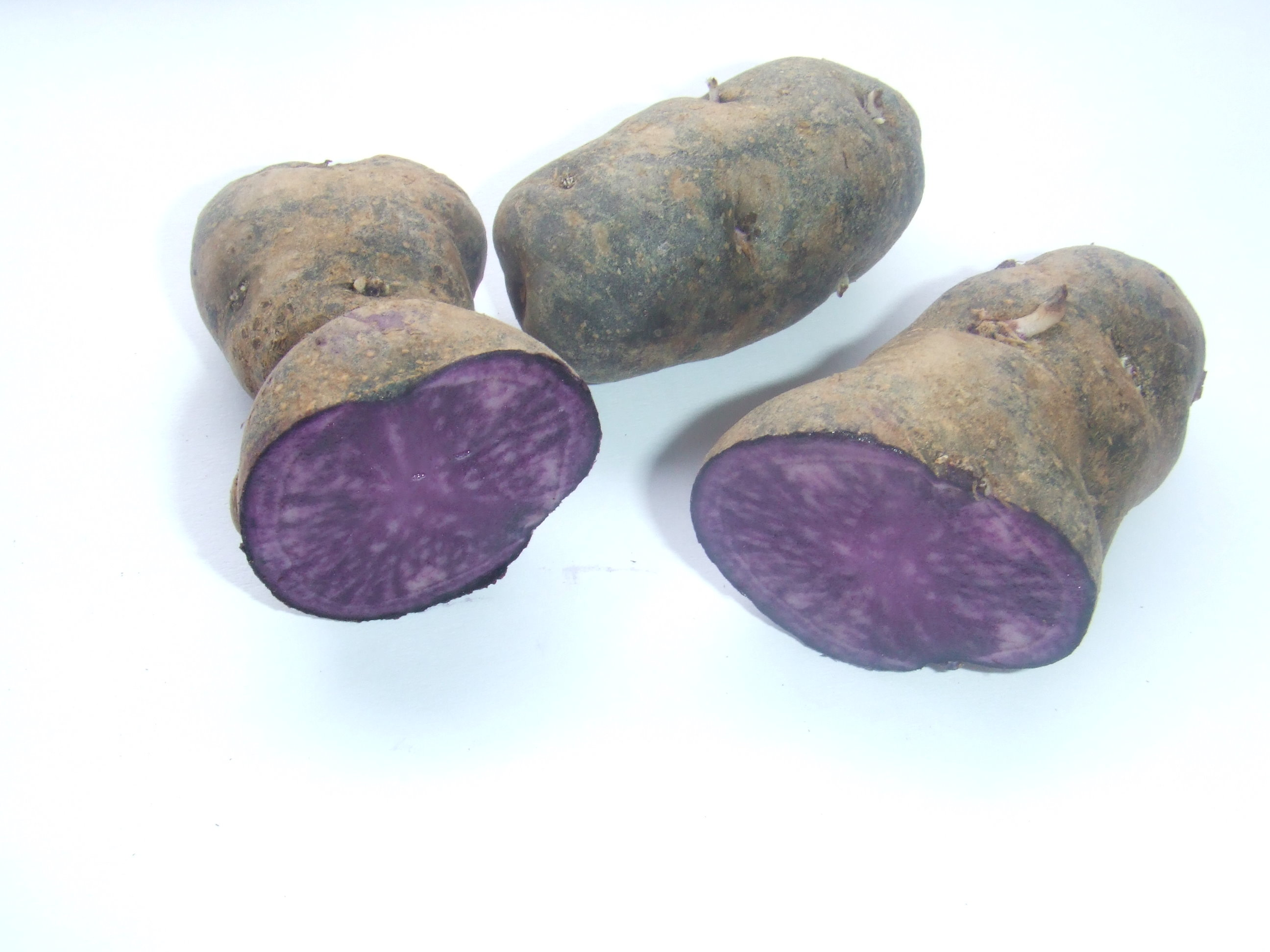
Vitelotte noire
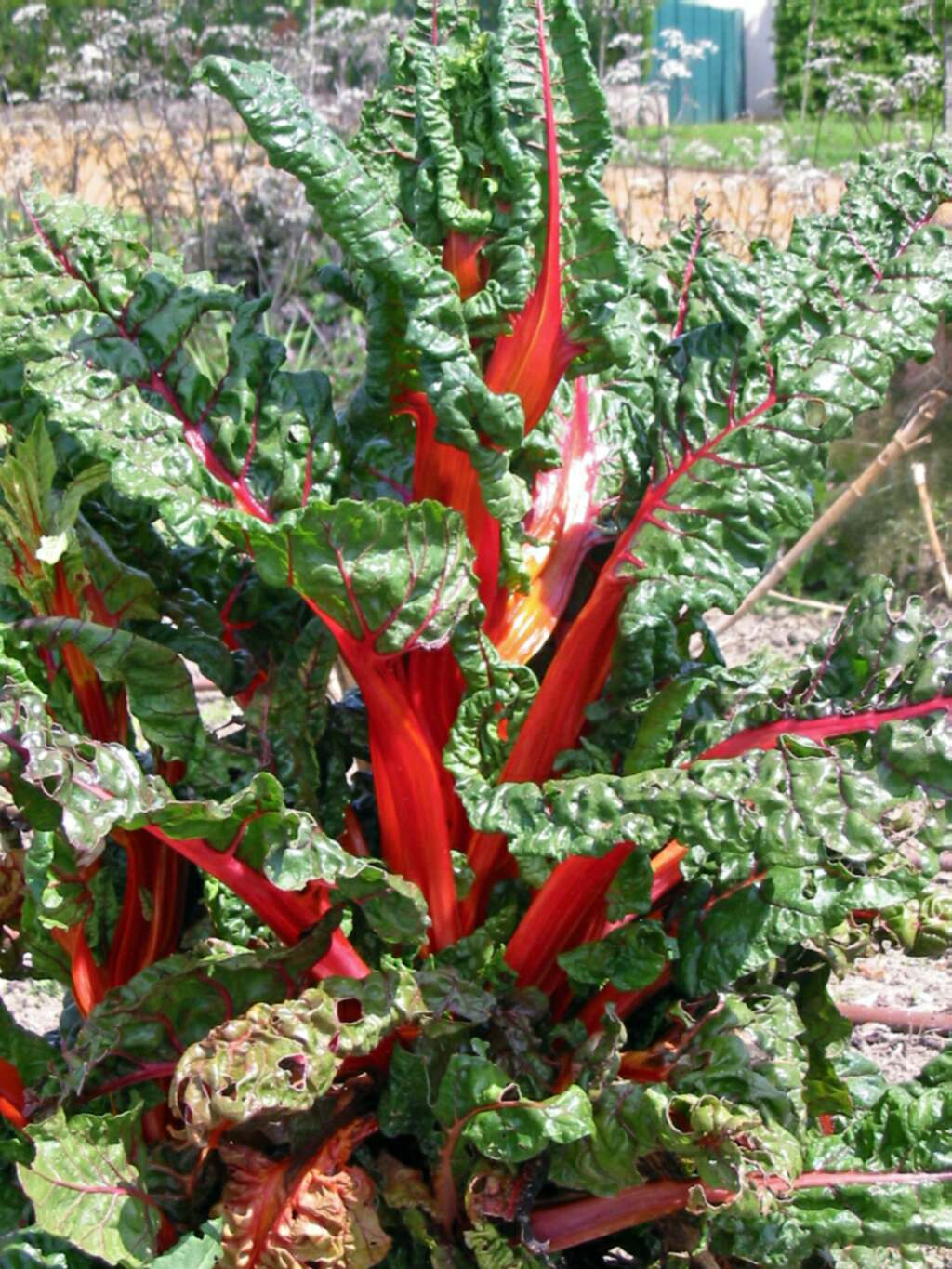
Snijbiet